# 張莊圓
張莊圓（Zhang Zhuang Yuan，1959年4月8日—），自稱莊圓師父，生於台灣台北，台灣新興宗教的創始人，創辦莊圓文化。他自稱為釋迦牟尼再來、諸葛亮轉世、美男子佛陀、天帝、萬王之王、造化者、王中之王、宇宙之王，自創一系列佛舞。因為他對其他佛教道場的攻擊，因此正信佛教指稱他是附佛外道。因涉入教友命案，於2016年11月依違反醫師法、刑法過失致死等罪名遭到起訴，後來判緩刑兩年。

## 生平
張莊圓為台北人，於個人網站自述稱服兵役時曾任軍法官，入社會後從事法務工作，也兼賣水晶、為人算命。
38歲時，自稱頓悟本性。46歲開始公開傳教，創立莊圓文化。他推動所謂的「正財運動」，指責傳統佛教道場都是在斂財。並針對台灣佛教的傳統佛教道場，提出質疑及挑戰，其中包括了四大山頭（慈濟、法鼓山、中台山、佛光山）等，但並沒有得到任何回應。他自創心靈光療法，宣稱疾病的產生是來自心的運作，只要能了解自身疾病產生的心結進而釋懷，疾病將會獲得緩解或消失，但目前尚無科學驗證支持。
2007年，他致信到台灣各佛教機構，標題《本世紀最重要的一封公開信－莊圓師父給諸山長老的信》，但是並沒有得到任何回應。在信中，他宣稱他本人即是釋迦牟尼佛，聲稱他所傳才是正法，指責目前各佛教山頭都是打著佛陀的名號來鞏固自己的勢力，並且竊取他的想法。要求各佛教長老及早悔悟，否則將會因為誤導眾生而遭受果報。他的弟子曾經在聖嚴法師的公開演講中，故意提問以影響演講進行，但遭請出會場而未果。也在海濤法師的放生法會舉牌抗議，引起社會事件。
2010年10月開始在網路發布個人的佛舞影片，引起網友戲謔，改編影片、製作電玩，並大量湧至莊圓文化的留言版留言。莊圓文化後來關閉討論區，也發布一系列網路公告，宣稱「謗佛者死」，謗佛者將會受到天譴，並預告那些網友將會死亡。
2012年5月，莊圓文化官方網站重新啟動，並固定於每週二、四、六發表六則新的佛舞。
2013年9月，張莊圓首次以自我錄像方式錄製「造化者對十方世界眾生的宣示!」，向信徒、與觀眾推銷偽佛法，遭眾多網友吐嘲。
2014年6月，莊圓文化網站與YouTube頻道關閉。
2016年11月3日，張莊圓遭士林地檢署依醫師法及過失致死起訴，蕭姓女子自費兩萬元參加其心靈成長佛會成員時，遭張莊圓指示助理強灌張國周強胃散加上黑醋調配成「藥物」，並放任蕭女嘔吐九小時後死亡。張莊圓沒有立即送醫被依醫師法過失致死罪起訴，曾在法庭上替自己辯解，但最後改口認罪。，當日張莊圓仍如先前上傳最新的佛舞影片至YouTube。
2017年11月4日，張莊圓表示，目前他和死者家屬已經達成和解，也表示自己不會再跳舞了，要「修身養性」。

## 其他
2017年9月16日，有一巴哈姆特電玩資訊站網友，以莊園大師為形象做成遊戲。

## 外部連結
- YouTube上的Buddhacome頻道
- 莊圓文化的Facebook專頁
- YouTube上的莊圓佛陀大師生氣了 莊圓大師給謗佛者的警告.（繁體中文）